# Глазунья (деревня)
Глазунья — деревня в Харовском районе Вологодской области. Входит в состав Кубенского сельского поселения.
Расположена на берегу Кубены, расстояние до районного центра Харовска по автодороге — 20 км.
По данным переписи 2002 года постоянного населения нет.